# Coelioxys darwiniensis
Coelioxys darwiniensis är en biart som beskrevs av Cockerell 1929. Coelioxys darwiniensis ingår i släktet kägelbin, och familjen buksamlarbin. Inga underarter finns listade i Catalogue of Life.